# Seconda battaglia navale di Narvik
La seconda battaglia navale di Narvik venne combattuta il 13 aprile del 1940 tra una squadra navale della Royal Navy britannica guidata dal viceammiraglio William Whitworth, ed una flottiglia di cacciatorpediniere della Kriegsmarine tedesca sotto il comando del capitano di fregata Erich Bey, nei fiordi antistanti il porto norvegese di Narvik.
Lo scontro venne combattuto appena tre giorni dopo la prima battaglia navale di Narvik e fu in pratica una prosecuzione di questa: già gravemente danneggiata nella precedente azione, la squadra di cacciatorpediniere tedeschi, a corto di rifornimenti ed isolata dalla Germania, venne attaccata da forze britanniche preponderanti; dopo un'accesa battaglia negli stretti spazi dell'Ofotfjord (il fiordo che conduce a Narvik), tutte le unità tedesche vennero eliminate dalle navi del viceammiraglio Whitworth. Il doppio successo nei due scontri navali fece da presupposto per il successivo invio di un contingente anglo-franco-polacco di truppe terrestri in appoggio agli alleati norvegesi, intenti a riconquistare lo strategico porto di Narvik dagli occupanti tedeschi.

## Antefatti

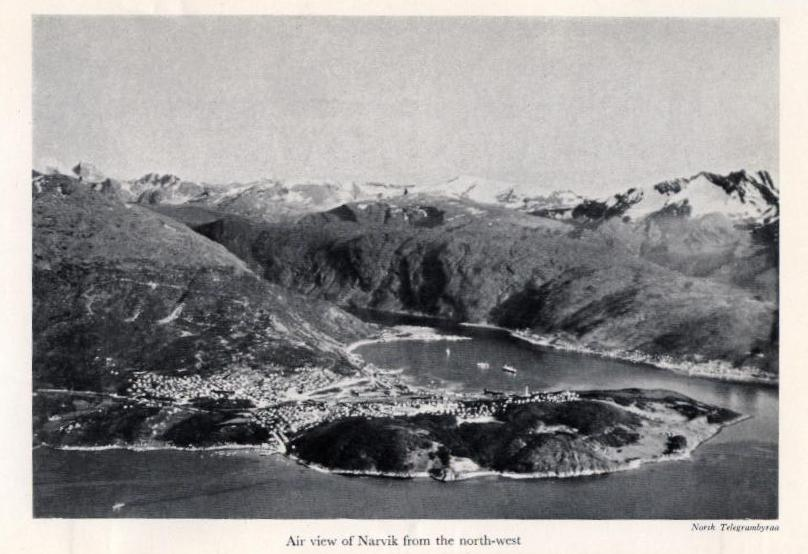
La città di Narvik nel 1940

La mattina del 9 aprile 1940, i 10 cacciatorpediniere del Marinegruppe 1 del commodoro Friedrich Bonte, carichi ognuno di 200 soldati del Gebirgsjägerregiment 139 ("139º Reggimento fanteria da montagna") del generale Eduard Dietl, entrarono non visti nell'Ofotfjord, diretti verso il porto di Narvik. L'occupazione della città costituiva uno dei cardini dell'operazione Weserübung, il piano d'invasione tedesco di Danimarca e Norvegia; Narvik rappresentava un obiettivo di importanza strategica per la Germania: quasi il 70% del ferro di cui necessitava l'industria tedesca proveniva infatti dai minerali ferrosi estratti nelle miniere di Kiruna e Gällivare, nella neutrale Svezia, che nei mesi invernali arrivavano in Germania per tramite del porto norvegese di Narvik. Se questa importante via di rifornimento fosse stata interrotta, lo sforzo bellico tedesco ne avrebbe risentito pesantemente.
L'azione dei tedeschi colse di sorpresa i difensori norvegesi: due vecchie corazzate costiere, la Eidsvold e la Norge, cercarono di opporsi alle navi tedesche, ma vennero rapidamente silurate dalle unità di Bonte; subito dopo, i fanti da montagna di Dietl sbarcarono e si assicurarono rapidamente il porto di Narvik, senza incontrare opposizione. L'operazione era stata un successo, ma le navi di Bonte necessitavano ora di un immediato rifornimento di carburante, visto che dopo il lungo viaggio i serbatoi erano quasi a secco; solo una delle petroliere recanti il carburante per il viaggio di ritorno del Marinegruppe 1 era giunta incolume a Narvik, rendendo le operazioni di rifornimento più lunghe del previsto.
La reazione della Royal Navy fu immediata, ma giunse troppo tardi: l'Ammiragliato britannico mise subito in allarme la Home Fleet dell'ammiraglio Charles Forbes, ma questi si trovava comunque troppo lontano per poter intercettare i gruppi navali tedeschi diretti in Norvegia. Le uniche unità disponibili per una reazione immediata erano, al largo di Bodø, gli otto cacciatorpediniere del capitano Bernard Warburton-Lee, appoggiati da lontano dall'incrociatore da battaglia HMS Renown del viceammiraglio William Whitworth con due cacciatorpediniere di scorta: i cacciatorpediniere britannici erano impegnate nelle fasi preliminari dell'operazione Wilfred, il piano, fortemente voluto dal Primo Lord dell'Ammiragliato Winston Churchill, volto a stendere campi di mine nelle acque territoriali norvegesi per impedirne il transito ai mercantili tedeschi. Whitworth ricevette l'ordine di riunirsi con i cacciatorpediniere di Warburton-Lee per difendere gli approdi al fiordo di Narvik, ma le violente burrasche di neve ritardarono i movimenti delle unità britanniche, consentendo alle navi di Bonte di batterle sul tempo.
Solo alle 04.37 del 9 aprile le navi della squadra di Whitworth giunsero finalmente al largo della costa norvegese; qui le unità britanniche si imbatterono nelle due navi da battaglia tedesche Scharnhorst e Gneisenau, che avrevano accompagnato le unità di Bonte fino a Narvik. Ne seguì un intenso scontro a fuoco con la Renown, interrotto verso le 7:15 quando le due unità tedesche ruppero il contatto e fuggirono verso nord-ovest; Whitworth tentò di inseguirle, ma la Renown si dimostrò troppo lenta. Rientrando verso la costa norvegese, intorno alle 12:00 il viceammiraglio venne informato dall'Ammiragliato che una nave tedesca era arrivata a Narvik ed aveva sbarcato un piccolo contingente; al capitano Warburton-Lee venne quindi ordinato di andare a Narvik con i suoi cacciatorpediniere e di catturare la nave: Whitworth si offrì di accompagnarlo, ma l'Ammiragliato rispose negativamente, non volendo rischiare la Renown negli stretti spazi del fiordo.
La mattina del 10 aprile, sfruttando la copertura di una tormenta di neve, le navi di Warburton-Lee si infiltrarono non viste nell'Ofotfjord, lanciando un attacco a sorpresa contro le unità tedesche ancorate nel porto: due cacciatorpediniere vennero affondati (uno con a bordo il commodoro Bonte, che morì nell'affondamento) e tre gravemente danneggiati in un rapido scambio di colpi. Mentre si dirigeva verso il mare aperto, la squadra di Warburton-Lee venne però attaccata dalle restanti navi tedesche: due cacciatorpediniere britannici vennero affondati (tra cui l'ammiraglia di Warburton-Lee, che spirò a causa delle ferite riportate) ed un terzo gravemente danneggiato. Sebbene costosa sul piano materiale, l'azione dei cacciatorpediniere britannici si dimostrò determinante nel bloccare definitivamente le unità tedesche nel fiordo di Narvik: anche se tre dei cacciatorpediniere del Marinegruppe 1 fossero ancora efficienti, tutti gli altri necessitavano di almeno due giorni per essere rimessi in condizione di riprendere il mare.
Nonostante l'ampio dispiegamento di mezzi, la Home Fleet dell'ammiraglio Forbes non era riuscita ad intercettare nessuno dei sei gruppi navali tedeschi, che furono tutti in grado di portare a termine le loro missioni; solo a Narvik, grazie all'azione di Warburton-Lee, i britannici avevano ottenuto un successo, seppur parziale. Ben conscio di questo, Forbes iniziò quasi subito ad inviare consistenti rinforzi a Whitworth: già la mattina di quello stesso 10 aprile l'incrociatore leggero HMS Penelope e quattro cacciatorpediniere si unirono alla squadra di Whitworth, seguiti poco dopo dall'incrociatore da battaglia HMS Repulse e da altri cacciatorpediniere. Whitworth, ben intenzionato a non lasciarsi sfuggire nessuna nave tedesca, dispiegò subito le sue unità per pattugliare gli approdi al fiordo di Narvik. Venne anche affondata la nave da trasporto tedesca Rauenfels, carica di munizioni da 130 mm delle quali la flottiglia tedesca era disperatamente a corto.
Dopo la morte di Bonte, il comando del Marinegruppe 1 passò al capitano di fregata Erich Bey, comandante del cacciatorpediniere Wolfgang Zenker; già la sera stessa del 10 aprile Bey tentò con due cacciatorpediniere di forzare l'uscita dall'Ofotfjord, ma la sorveglianza delle unità britanniche lo obbligò a tornare indietro, senza essere intercettato. Le due navi con le quali venne tentata la sortita erano le uniche al momento efficienti, ma ad esse la sera dell'11 aprile si affiancarono altre due che avevano completato le riparazioni. Whitworth aveva intenzione di rientrare nel fiordo di Narvik già la mattina dell'11 aprile, ma la notte prima, durante un pattugliamento davanti Bodø, la Penelope urtò il basso fondale procurandosi gravi danni allo scafo, e dovette rientrare in Gran Bretagna per le riparazioni. La mattina del 12 aprile l'ammiraglio Forbes giunse al largo di Narvik con la corazzata HMS Warspite e la portaerei HMS Furious; poco dopo il suo arrivo, la Furious lanciò nove aerosiluranti Fairey Swordfish contro le navi tedesche ancorate a Narvik: gli aerei affondarono alcuni piccoli pattugliatori norvegesi catturati dai tedeschi, ma nessun colpo venne messo a segno sui cacciatorpediniere di Bey, che abbatterono due aerei. Whitworth pianificò quindi di lanciare il suo attacco per la mattina successiva; poiché l'ammiraglio Forbes era riluttante ad impiegare i due incrociatori da battaglia nello stretto fiordo, Whitworth si trasferì sulla Warspite (necessaria, nelle intenzioni del comandante britannico, per avere ragione delle batterie costiere norvegesi che si ritenevano ora in mano ai tedeschi), intenzionato ad entrare nell'Ofotfjord con la pesante corazzata ed un'abbondante scorta di cacciatorpediniere.

## Ordine di battaglia

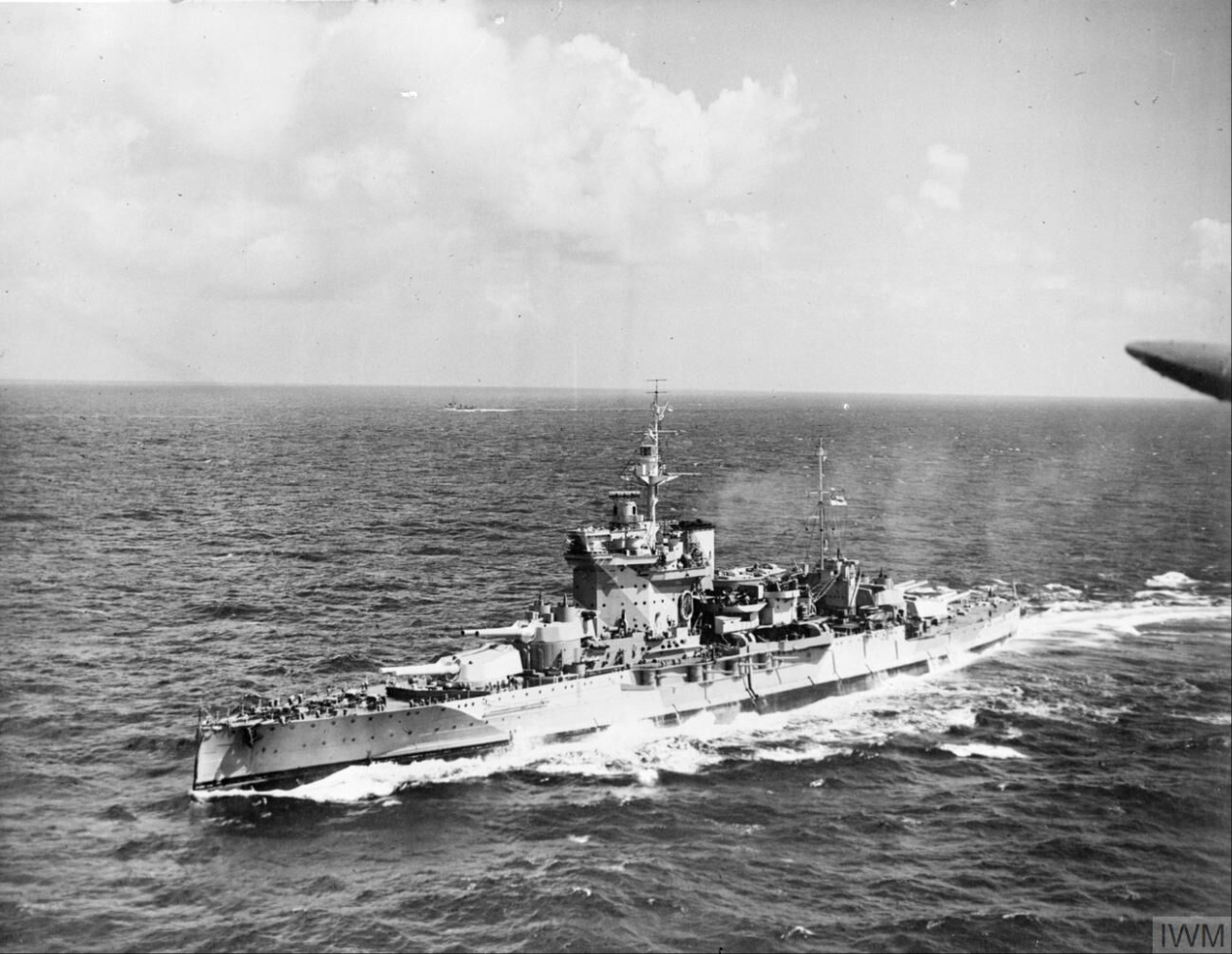
La corazzata, nave ammiraglia della squadra britannica

## La battaglia

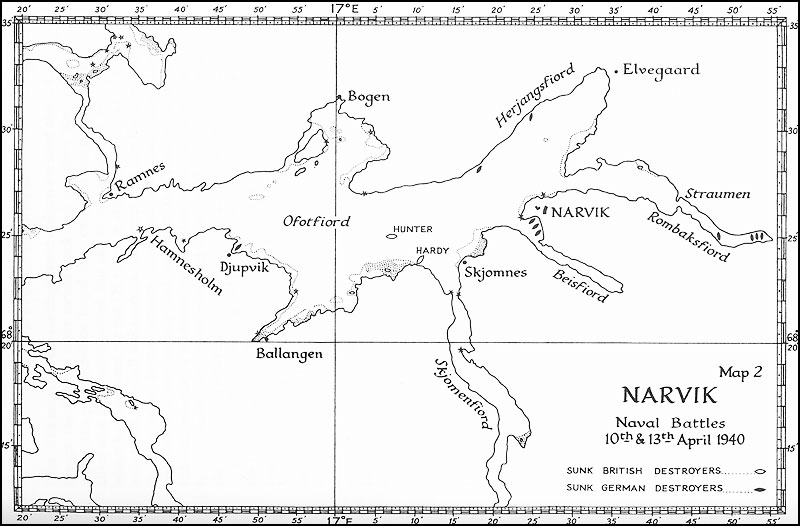
Mappa dell'Ofotfjord e dei fiordi laterali, con segnate le posizioni delle navi affondate nel corso delle due battaglie navali di Narvik

Consapevole del concentramento di navi britanniche al largo di Narvik, Bey aveva preparato le sue unità per l'imminente scontro: il cacciatorpediniere Diether von Roeder, rimasto immobilizzato nel precedente attacco, venne ancorato al Post Pier (il molo principale del porto) per fungere da batteria galleggiante; la Erich Koellner era parimenti immobilizzata per aver urtato il fondale nella notte tra l'11 ed il 12 aprile dirigendosi verso il Ballangenfjord dove doveva appostarsi; con i locali caldaie n. 2 e 3, il deposito siluri e la sala radio allagati, venne invece dislocata all'imboccatura dell'Ofotfjord, in un'insenatura laterale. Le altre sei unità erano più o meno tutte in grado di combattere, anche se carenti di munizioni e carburante; Bey inoltre poteva disporre di due U-Boot, l'U-51 e l'U-64, i quali però accusavano diversi problemi con i loro siluri, che sovente esplodevano troppo presto o non esplodevano affatto.
Alle 08.30 del 13 aprile, le unità di Whitworth iniziano ad inoltrarsi nel fiordo di Narvik, muovendosi cautamente per paura di eventuali campi di mine disposti dai tedeschi; le unità britanniche vennero avvistate dalle vedette tedesche intorno alle 10:10, e Bey ordinò subito alle sue unità di mollare gli ormeggi e di portarsi verso il nemico. Per individuare le unità nemiche, Whitworth fece lanciare l'idrovolante da ricognizione di cui era dotata la Warspite; lo Swordfish del sergente pilota F. C. Rice individuò subito l'immobile Erich Koellner, e ne segnalò la posizione alla Warspite. Mentre sorvolava l'Herjangsfjord, a nord del fiordo principale, l'aereo di Rice avvistò il sommergibile U-64, riemerso per ricaricare le batterie, e lo attaccò subito con le bombe antisommergibile di cui era dotato: una di esse colpì in pieno il battello, che affondò in trenta secondi con la perdita di otto uomini dell'equipaggio. L'aereo venne colpito a sua volta ma senza riportare danni gravi.

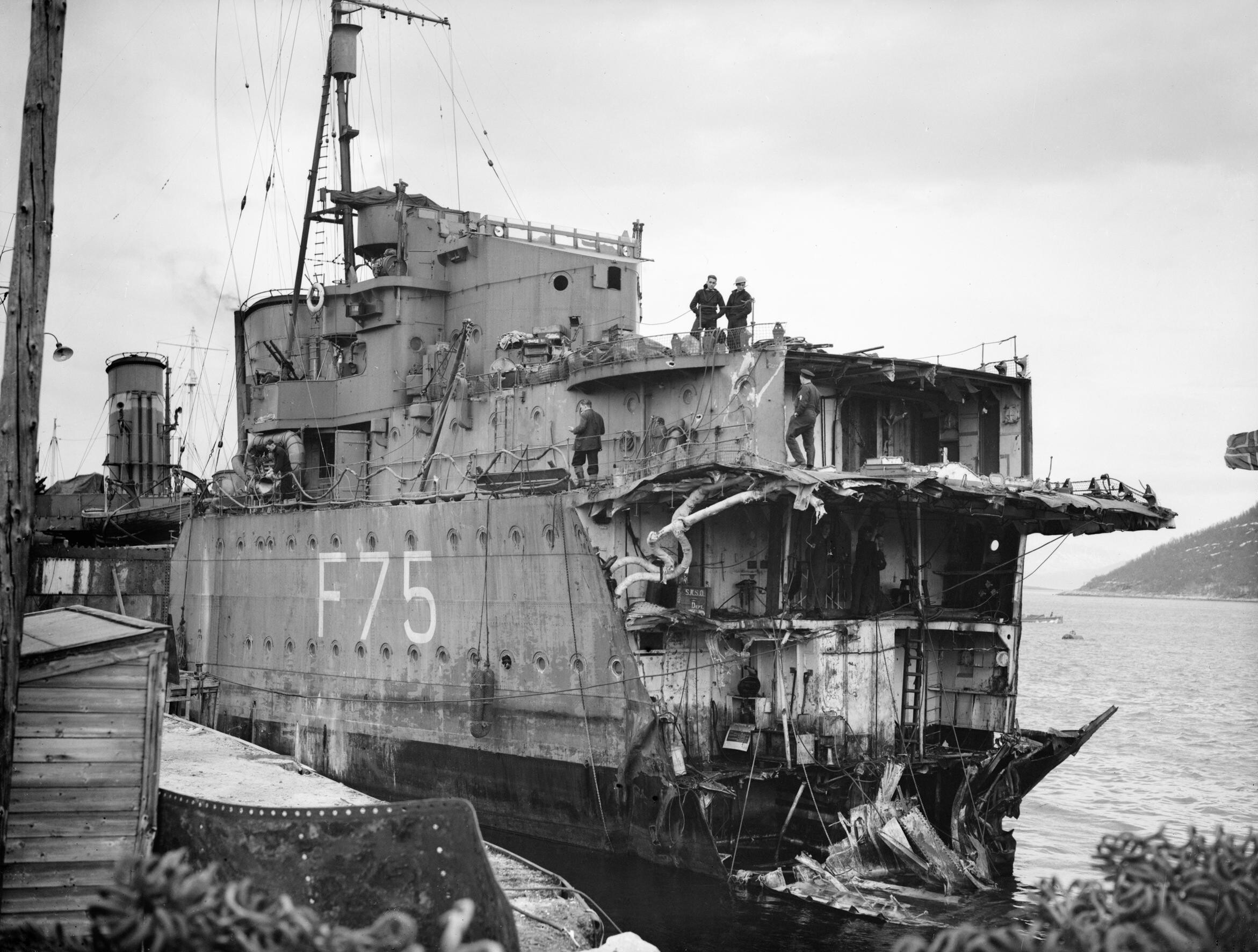
Il cacciatorpediniere britannico, con la prua asportata dal siluro della Georg Thiele

Quattro cacciatorpediniere classe Tribal britannici (HMS Bedouin, HMS Eskimo, HMS Cossack e HMS Punjabi) si avvicinarono alla immobile Koellner, già individuata dall'idrovolante di Rice, e la colpirono con una serie di bordate sparate a distanza ravvicinata, riducendola ad un relitto anche se questa riuscì a lanciare i suoi due ultimi siluri (i restanti erano stati trasferiti su due altre navi ancora efficienti, Z11 e Z2) prima di venir colpita nel locale caldaie n.1 e in una sala turbine, oltre a perdere la prua a causa di un siluro; poco dopo, la Warspite le diede il colpo di grazia con i suoi grossi calibri. Con le quattro unità della classe Tribal a fare da avanguardia, la squadra britannica si avvicinò al tratto centrale dell'Ofotfjord intorno alle 13:30; qui le unità britanniche vennero attaccate dai sei cacciatorpediniere di Bey, dando inizio ad un confuso e serrato scontro in movimento; non avendo trovato batterie costiere contro cui dirigere i suoi grossi calibri, la Warspite intervenne pesantemente nello scontro tra cacciatorpediniere, e dopo un'ora di duro combattimento le unità tedesche, gravemente a corto di munizioni, si ritirarono verso est. I cacciatorpediniere britannici si avvicinano quindi al porto, dove trovano la via sbarrata dalla Erich Giese, che riuscì a piazzare sei colpi sulla Punjabi, provocando danni e 14 morti tra l'equipaggio; ben presto però la nave venne attaccata dalla Bedouin e dai grossi calibri della Warspite, e ridotta ad un relitto fumante. Liberato l'ingresso, la Cossack penetrò nel porto di Narvik, solo per venire accolta dalle cannonate della immobile Diether von Roeder, ricevendo sette colpi in due minuti dei quali due da 203 mm dalle batterie costiere; i danni ad una tubatura del vapore nella sala motori n. 2 tolsero il controllo del timone e la nave andò ad arenarsi nei pressi di Ankenes dopo aver subito nove morti e ventun feriti; martellata dalle cannonate della Warspite, la Diether von Roeder venne fatta saltare in aria dal suo stesso equipaggio poco prima che una squadra da sbarco della HMS Foxhound cercasse di catturarla. Nel frattempo la Cossack arenata rispose al fuoco di un cannone da campagna posizionato dietro Narvik, e la Kimberley tentò di rimorchiarla fuori, ma senza esito; la nave poi venne raggiunta da due cugini del posto che informarono il comandante che i tedeschi avevano abbandonato le navi, e portarono anche in dono una bandiera tedesca tolta da una di esse, che finì esposta allo Imperial War Museum.
Alle 13:50 i cacciatorpediniere tedeschi a corto di munizioni ricevettero l'ordine di ritirata; il cacciatorpediniere Punjabi venne messo temporaneamente fuori combattimento da un colpo che ruppe una tubatura di vapore; dieci aerei della portaerei Furious che stazionava al largo arrivarono per attaccare le navi tedesche approfittando di una schiarita nelle condizioni meteo, ma non misero a segno colpi, mentre due di essi vennero abbattuti. La Hermann Künne, ancora intatta ma completamente priva di munizioni, si staccò dalla formazione e venne deliberatamente fatta incagliare nelle scogliere dell'Herjangsfjord, in modo che l'equipaggio potesse mettersi in salvo; il relitto immobile venne poi colpito da siluri lanciati dal cacciatorpediniere Eskimo. Gli altri quattro cacciatorpediniere si diressero invece verso il fondo del Rombaksfjord, il tratto finale del fiordo di Narvik. Protette da una cortina fumogena, la Wolfgang Zenker, la Bernd von Arnim e la Hans Lüdemann andarono ad incagliarsi sul fondo del fiordo e furono fatte saltare dagli equipaggi, mentre la Georg Thiele ne difendeva l'imboccatura; con i suoi ultimi due siluri, la nave attese che le unità britanniche si avvicinassero, per poi lanciare contro il cacciatorpediniere Eskimo: uno dei siluri esplose contro le rocce, ma il secondo asportò di netto la prua del cacciatorpediniere britannico, che tuttavia riuscì ad allontanarsi. Esaurite le munizioni, la Thiele fu fatta arenare e venne abbandonata dall'equipaggio.

## Conseguenze
La vittoria ottenuta da Whitworth fu netta e schiacciante: tutte le unità tedesche presenti nell'Ofotfjord vennero affondate, ad eccezione del sommergibile U-51 che, infiltrandosi tra le maglie del blocco Alleato, riuscì a rientrare in Germania. L'azione completò il precedente successo ottenuto da Warburton-Lee, consentendo agli Alleati di guadagnare la supremazia in mare nella Norvegia settentrionale, ed isolando le truppe di Dietl dalla Germania e dal resto delle forze tedesche sbarcate in territorio norvegese. Il successo delle operazioni navali poteva fungere da prologo per uno sbarco di truppe terrestri nella città; Whitworth considerò questa opportunità già dopo la conclusione della battaglia, impiegando i reparti di Royal Marines imbarcati sulla Warspite, ma intorno alle 18:00 la Luftwaffe compì alcune incursioni sulle navi della squadra, ed il viceammiraglio decise di portare la corazzata ed il grosso dei cacciatorpediniere fuori dal fiordo.
Le navi danneggiate rientrarono dopo le riparazioni in Inghilterra; la Cossack che teneva il mare a fatica dovette recarsi a Skelfjord nelle isole Lofoten, dove venne rappezzata con piastre di ferro prelevate da una nave abbandonata, e rientrò faticosamente dopo tre settimane di lavori.
Un progetto per l'invio di truppe terrestri a Narvik in caso di invasione tedesca della Norvegia era già stato elaborato durante la stesura di Wilfred, ma il grosso delle truppe previste per esso era stato poi mandato in Francia ad unirsi alla British Expeditionary Force; in Gran Bretagna erano disponibili per un'azione immediata solo tre brigate di fanteria, due delle quali partirono subito alla volta di Narvik. Il 14 aprile giunse nell'area l'ammiraglio William Boyle 12º Conte di Cork and Orrery, inviato da Churchill ad assumere il comando delle operazioni contro Narvik; quello stesso giorno Whitworth comunicò all'Ammiragliato che i tedeschi a Narvik sembravano disorganizzati e demoralizzati, e che un'azione immediata poteva portare alla riconquista della città anche impiegando un ridotto contingente di truppe. Il comando britannico dispose quindi di inviare a Narvik la sola 24ª Brigata di fanteria, dirottando la 146ª Brigata (e successivamente la 148ª Brigata, in partenza dalla Gran Bretagna) a Namsos, in appoggio alle truppe norvegesi impegnate contro il contingente tedesco sbarcato a Trondheim.
Le truppe britanniche sbarcarono ad Harstad il 15 aprile, ma i dissidi tra Boyle, favorevole ad un attacco immediato, ed il comandante delle truppe terrestri generale Pierse Mackesy, che optava invece per un approccio più cauto ed indiretto, ritardarono l'inizio delle operazioni. Solo il 24 aprile le unità britanniche ritornarono nell'Ofotfjord per bombardare le posizioni tenute dai tedeschi; nonostante un piccolo contingente britannico fosse stato sbarcato con successo in un tratto di costa non difeso, Boyle si rese conto che un attacco nella neve alta contro le posizioni trincerate dei tedeschi si sarebbe probabilmente trasformato in un disastro, e fece ritirare le truppe ad Harstad. Vista l'esiguità del contingente britannico, ogni ulteriore operazione venne sospesa fino all'arrivo dei promessi rinforzi francesi; il lasso di tempo così guadagnato dai tedeschi consentì loro di organizzare meglio le improvvisate difese della città, e solo il 28 maggio le truppe Alleate poterono riprendere Narvik, ormai troppo tardi per avere influenza sull'andamento della campagna.